# Politique au Zimbabwe
Le Zimbabwe est une république présidentielle, où le président est à la fois chef de l'État et chef du gouvernement. Le pouvoir exécutif est aux mains du gouvernement tandis que le pouvoir législatif est partagé entre le gouvernement et le parlement.
La forte restriction des libertés individuelles et le fait que le pays est placé de facto sous un régime de parti unique en fait une dictature.

## Contexte politique
La constitution du Zimbabwe, issue des Accords de Lancaster House, institua un système majoritaire. Elle a été amendée à plusieurs reprises, entre autres :
- 1987 : suppression des 20 sièges du parlement réservés aux blancs ;
- 1987 : abolition de la fonction de Premier ministre ;
- 1990 : suppression du Sénat, et création à l’Assemblée de sièges dont les titulaires sont nommés et non élus ;
- 2005 : réintroduction du Sénat.

Le gouvernement nomme hauts fonctionnaires, dont les cadres de l’armée et de la police. Le bureau politique de l’Union nationale africaine du Zimbabwe a de facto davantage de pouvoirs que le cabinet des ministres. Le parti a remporté toutes les élections depuis l’indépendance le 18 avril 1980 et les accusations de fraudes furent fréquentes.

## Pouvoir exécutif
Le président est le chef de l'État et du gouvernement, élu pour un mandat de cinq ans au suffrage universel direct.
| Fonction                | Nom                | Parti                                                     | Depuis           |
| ----------------------- | ------------------ | --------------------------------------------------------- | ---------------- |
| Président               | Emmerson Mnangagwa | Union nationale africaine du Zimbabwe - Front patriotique | 24 novembre 2017 |
| Premier vice-président  | Phelekezela Mphoko | Union nationale africaine du Zimbabwe - Front patriotique | 6 novembre 2017  |
| Deuxième vice-président | vacant             |                                                           | 6 novembre 2017  |

## Pouvoir législatif
Aux termes du premier alinéa de l'article 32 de la constitution, le pouvoir législatif est exercé conjointement par le président du Zimbabwe et par le Parlement
Le Parlement du Zimbabwe est de type bicaméral, et groupe une chambre basse, la Chambre d'assemblée (en anglais : House of Assembly) et une chambre haute, le Sénat (en anglais : Senate).
Le Sénat ayant existé entre 1980 et 1989 comportait 40 membres. Un amendement à la constitution, cette année-là, entraîna sa suppression, transformant la Chambre d'assemblée en parlement monocaméral.
Puis, le 14 septembre 2005, un nouvel amendement à la constitution reconstitua la configuration bicamérale d'origine, tout en modifiant le système de désignation des sénateurs.
Aux termes de l'article 38 de la constitution, l'actuel Sénat comporte 66 membres :
- 5 sénateurs élus au scrutin uninominal majoritaire à un tour dans chacune des 10 provinces ;
- le président et le vice-président du Conseil des chefs [coutumiers] ;
- 1 sénateur élu par un collège de chefs coutumiers, dans chacune des 8 provinces non métropolitaines (excluant les villes de Harare et Bulawayo) ;
- 6 sénateurs nommés par le président du Zimbabwe.

Aux termes de l'article 38 de la constitution, l'actuelle Chambre d'assemblée comporte 150 députés :
- 120 députés élus dans autant de circonscriptions au scrutin uninominal majoritaire à un tour ;
- les 10 gouverneurs provinciaux (nommés par le président du Zimbabwe) ;
- 8 chefs coutumiers élus par un collège de chefs coutumiers dans chacune des 8 provinces non métropolitaines (excluant les villes de Harare et Bulawayo) ;
- 12 députés nommés par le président du Zimbabwe.

Un nouvel amendement, en 2007, entrant en vigueur en 2008, modifie l'effectif et le mode de désignation des deux chambres. Le nombre des députés passe de 150 à 210, tous élus au suffrage universel, tandis que le nombre des sénateurs passe de 50 à 93, les 50 sénateurs élus dans les 10 provinces continuant à être désignés selon le même système, tandis que le président du Zimbabwe désigne, directement ou indirectement, les 43 autres sénateurs.

## Partis politiques et élections
Les élections présidentielle, municipales et législatives de mars 2008 se déroulent dans un contexte économique, politique et social très tendu. L'ancien grenier à blé de l'Afrique australe est alors en ruine, avec une hyperinflation annuelle supérieure à 100 000 %, quatre adultes sur cinq au chômage, des magasins vides, des pénuries alimentaires et énergétiques à répétition alors que l'espérance de vie a dégringolé à 36 ans. Le chef de l'état sortant, Robert Mugabe, au pouvoir depuis 1980, bénéficie du soutien sans failles de la police et de l'armée ainsi que d'un système élaboré de clientélisme assorti de campagnes de répression ou d'intimidation des partis rivaux.
Pour l’élection présidentielle, le président Robert Mugabe (Union nationale africaine du Zimbabwe-Front patriotique - Zanu-Pf), candidat à un 6e mandat, affronte Morgan Tsvangirai (Mouvement pour le changement démocratique - MDC) et Simba Makoni, un ancien ministre des finances, dissident du Zanu-PF. Pour les élections législatives, le MDC et la Zanu-PF sont les principaux rivaux. Ces derniers accusent Robert Mugabe d'avoir conduit à la ruine le pays qui était autrefois prospère.
Les élections ont lieu le 29 mars 2008 en l'absence de la plupart des correspondants de la presse étrangère et des observateurs européens et américains, le régime n'ayant accepté que la présence d'observateurs de pays africains ou « amis » comme la Chine, l'Iran ou le Venezuela. Plus de 5,9 millions d'électeurs sont concernés.
Le 31 mars, le MDC accusait les autorités de retarder les résultats pour les manipuler en faveur de Robert Mugabe, dénonçant notamment la présence de plusieurs milliers d'électeurs fantômes sur les listes électorales. Elle revendiquait la victoire, proclamant que Morgan Tsvangirai, avait remporté 60 % des suffrages contre 30 % au chef de l'État et 96 sièges de députés pour le MDC, dans 128 des 210 circonscriptions où le MDC avait pu procéder au comptage des bulletins de vote. Le Réseau de soutien aux élections zimbabwéennes (ZESN), une coalition regroupant une trentaine d'ONG, projetait une victoire par 49,4 % à Morgan Tsvangirai, contre 41,8 % à Robert Mugabe et 8,2 % à Simba Makoni. Selon les projections émises par la Zanu-PF, le MDC obtiendrait cependant une courte victoire à la Chambre des députés mais pas au Sénat alors que Morgan Tsvangirai obtiendrait 48,3 % des voix contre 43 % pour Mugabe et 8 % à Simba Makoni, signifiant qu'un second tour serait organisé dans un délai de trois semaines pour départager les deux candidats principaux à l'élection présidentielle.
Par crainte de violences, les forces de sécurité étaient déployées dans la capitale du pays.
C'est dans ce contexte tendu que la Communauté de développement d’Afrique australe (SADC) décernait un blanc-seing au scrutin électoral avant même la publication des résultats, déclarant ces élections « pacifiques et crédibles » et qualifiait le scrutin d'« expression pacifique et crédible de la volonté du peuple du Zimbabwe ». Pour le Mouvement pour le changement démocratique, "la Commission électorale et le régime étaient de mèche avec les responsables de la mission de la SADC." Une députée sud-africaine de l'Alliance démocratique, Dianne Kohler-Barnard, refusa néanmoins de signer le rapport préliminaire de la mission d'observation de la SADC alors que la secrétaire d'État américaine, Condoleezza Rice, qualifiait le régime de Robert Mugabe de « honte pour le peuple du Zimbabwe, pour l'Afrique australe et le continent dans son ensemble » et mettait en cause la SADC pour son inertie.
Alors que le décompte se poursuit, le prix Nobel de la paix Desmond Tutu envisage l'envoi d'une force internationale de maintien de la paix pour protéger les droits de l'homme au Zimbabwe alors que le président Thabo Mbeki est accusé d'observer un "silence assourdissant" sur la situation politique du pays. Le quotidien gouvernemental zimbabwéen, "The Herald", reconnait cependant qu'aucun candidat ne recueillait plus de 50 % des voix, manifestant ainsi la première reconnaissance semi-officielle de la défaite du président Robert Mugabe.
De leur côté les Occidentaux évoquent la victoire de l'opposition alors que le premier ministre britannique Gordon Brown et le président américain George W. Bush s'entretiennent avec Thabo Mbeki afin qu'il intervienne. Un "départ en douceur" de Robert Mugabe est alors évoqué dans les médias afin de lui épargner l'embarras d'un second tour à quoi s'opposerait cependant le chef de l'armée, Constantine Chiwenga.
Le 2 avril, au bout d'un long décompte, la commission électorale du Zimbabwe déclarait finalement que, sur 210 sièges, le MDC obtenait 105 sièges (dont 5 MDC dissidents) contre 93 au Zanu-PF, signifiant ainsi que ce dernier ne pourrait pas obtenir une majorité parlementaire même en obtenant les quelques sièges encore à pourvoir. La commission reconnaissait également la défaite du ministre de la justice, Patrick Chinamasa dans la circonscription rurale de Makoni Central, celle d'un autre ministre, Chen Chimutengwende, à Mazowe Central et la réélection de la vice-présidente Joyce Mujuru. Par contre, au Sénat, les deux partis se retrouvaient à égalité. De son côté, le MDC proclamait que Morgan Tsvangirai était élu président avec 50,3 % des voix mais aucun résultat officiel n'était encore proclamé.
Le 7 avril, le secrétaire général de l'ONU, Ban Ki-moon demandait aux autorités de procéder à la publication officielle des résultats de l'élection présidentielle alors que le ZANU-PF demandait un nouveau décompte des suffrages. L'absence de publication officielle des résultats fait alors craindre au MDC que la Commission électorale, dont les membres ont été nommés par Robert Mugabe, ne manipule les résultats. Bien qu'ayant déposé un recours devant la Haute Cour, celle-ci reportait à trois reprises sa décision.
De son côté, Robert Mugabe en appelait les zimbabwéens à protéger leurs terres des Blancs et la Zanu-PF accusait le MDC de vouloir annuler la redistribution des terres aux Noirs alors que "d'anciens combattants" de la guerre d’indépendance défilent dans Harare et que d'autres envahissent les fermes encore détenues par les blancs.
Les résultats furent finalement officiellement publiés le 2 mai, imputant 48 % des suffrages à Morgan Tsvangirai contre 43 % à Robert Mugabe. Un second tour est alors nécessaire pour les départager bien que le MDC persiste à déclarer que Morgan Tsvangirai avait obtenu 50,3 % des voix et que les résultats ont été truqués.
Alors que les partisans de Robert Mugabe continuent à commettre de nombreux actes de violences à travers tout le pays, notamment dans les communes rurales, afin d'intimider les électeurs du MDC, Morgan Tsvangirai se résout à accepter de participer à un second tour.
Durant la campagne électorale du second tour, les partisans de Morgan Tsvangirai sont harcelés, pourchassés, voire torturés et tués par les partisans de la ZANU-PF avec la complicité de l'appareil d'état. Le MDC est dans l'impossibilité de mener normalement campagne. Le 21 juin, Morgan Tsvangirai annonce alors son retrait de l'élection programmée 5 jours plus tard.
Le 23 juin 2008, le secrétaire général de l'ONU, Ban Ki-moon, apportait son soutien à la demande de Morgan Tsvangirai appelant au report du second tour de l'élection présidentielle, déclarant notamment qu'il y avait « trop de violences et d'intimidations » au Zimbabwe et qu'une élection ne pouvait être tenue dans ces conditions et serait dépourvue de toute légitimité. Pour Ban Ki-Moon, « la situation au Zimbabwe représente aujourd'hui le plus grave défi à la stabilité de l'Afrique australe » estimant même que le principe d'élections en Afrique était en jeu. Par une résolution non contraignante, le Conseil de Sécurité de l'ONU condamnait à son tour la crise politique au Zimbabwe, accusant spécifiquement le « comportement du gouvernement » pour avoir « dénié à ses opposants politiques le droit de faire librement campagne » et rendu impossible, par ses violences et restrictions, « la tenue d'une élection libre et équitable le 27 juin ». Alors que le Britannique Paddy Ashdown, ancien Haut représentant de l'ONU et de l'UE en Bosnie-Herzégovine, exprimait ses craintes de voir la violence au Zimbabwe déboucher sur un « génocide », le sud-africain Jacob Zuma, chef de l'ANC, dénonçait à son tour le comportement de Robert Mugabe, demandant une intervention d'urgence aux Nations unies et à la Communauté pour le développement de l'Afrique australe.

## Pouvoir judiciaire
Les juges de la Cour suprême sont nommés par le président sur conseil de la Commission judiciaire.